# Giorgi Loria
Giorgi Loria (gruzínsky გიორგი ლორია; * 27. ledna 1986, Tbilisi) je gruzínský fotbalový brankář a reprezentant, který v současnosti působí v klubu OFI Kréta. Značnou část kariéry strávil ve význačném gruzínském klubu FC Dinamo Tbilisi, kde nasbíral řadu trofejí.
Mimo Gruzie hrál v Řecku.

## Klubová kariéra
Giorgi Loria začal hrát v roce 2004 v A-týmu gruzínského klubu FC Dinamo Tbilisi, odkud odešel v srpnu 2014 do řeckého klubu OFI Kréta.

## Reprezentační kariéra
Hrál za gruzínskou mládežnickou reprezentaci U21.
V A-mužstvu Gruzie debutoval 27. 5. 2008 v přátelském utkání v Tallinnu proti domácímu týmu Estonska (remíza 1:1).